# Riskneutral
Riskneutral är ett begrepp som används inom företagsekonomi och nationalekonomi för att beteckna en person/konsument utan preferenser gentemot risk. En riskneutral konsument har en nyttofunktion vars andraderivata är lika med noll.
En riskneutral konsument värderar en investering strikt utifrån dess förväntade framtida avkastning och någon hänsyn för investeringens risknivå är irrelevant.
En person som däremot med gärna utsätter sig för risktagande kallas för spelglad och en person som inte utsätter sig för risktagande utan kompensation kallas för riskavert. Konsumenter anses allmänt inte vara riskneutrala utan riskaverta. 